# عین التمر
عین التمر شهری باستانی در منطقه کربلا که به صحرای سماوه (میان ‌کوفه و شام) مشرف بود. در زمان خلافت ابوبکر به دست مسلمانان فتح شد. در سال ۱۲ هجری آباد بود و قلعه‌ای داشت که اسلحه‌خانه ایرانیان بود. مهران پسر بهرام چوبین با بسیاری از سپاه ایران و جمعی از اعراب تمر و تغلب و ایاد به سرداری عقه بن ابی عقه در آنجا بودند که خالد بن ولید به آنجا حمله کرد.